# The Tears
The Tears, também designados por Bread & Butter, foi uma banda britânica formada em 2004 pelos ex-membros dos Suede, Brett Anderson e Bernard Butler.
Fizeram ainda parte da banda Will Foster, Makoto Sakamoto e Nathan Fisher.

## Discografia

### Álbuns de estúdio
- 2005: Here Come The Tears

### Singles
- "Refugees" (2005)
- "Lovers" (2005)